# Comuna de Korczyna
Korczyna (em polonês/polaco: Gmina Korczyna) é uma comuna) na Polônia, na voivodia de Subcarpácia e no condado de Krosno. A sede do condado é a cidade de Korczyna.
De acordo com os censos de 2004, a comuna tem 10 695 habitantes, com uma densidade 115,7 hab/km².

## Área
Estende-se por uma área de 92,44 km², incluindo:
- área agricola: 57%
- área florestal: 36%

## Demografia
Dados de 30 de Junho 2004:
|                      | Total   | Total | Mulheres | Mulheres | Homens  | Homens |
| -------------------- | ------- | ----- | -------- | -------- | ------- | ------ |
|                      | pessoas | %     | pessoas  | %        | pessoas | %      |
| População            | 10 695  | 100   | 5408     | 50,6     | 5287    | 49,4   |
| Densidade (pop./km²) | 115,7   | 100   | 58,5     | 58,5     | 57,2    | 57,2   |

De acordo com dados de 2002, o rendimento médio per capita ascendia a 1380,48 zł.